# Секељсабар
Секељсабар (мађ. Székelyszabar), раније Херцегсабар (мађ. Hercegszabar) је село у Мађарској, у јужном делу државе. Село управо припада Мохачком срезу Барањске жупаније, са седиштем у Печују.

## Природне одлике
Насеље Секељсабар налази у јужном делу Мађарске. Најближи већи град је Мохач.
Историјски гледано, село припада мађарском делу Барање. Подручје око насеља је бреговито, приближне надморске висине око 120 м. Оно северозападно прелази у планину Мечек, док се југоисточно спушта до Дунава.

## Становништво
Према подацима из 2013. године Секељсабар је имао 576 становника. Последњих година број становника опада.
Претежно становништво у насељу чине Мађари римокатоличке вероисповести, а мањина су Немци (око 22%).

### Попис1910.
| Секељсабар                                                              | Секељсабар |
| ----------------------------------------------------------------------- | --- |
| Језик                                                                   | Вера |
| укупно: 1.064 Немачки 997 (93,70%) Мађарски 65 (6,10%) остали 2 (0,18%) | <div style="border:solid transparent;position:absolute;width:100px;line-height:0;<div style="border:solid transparent;position:absolute;width:100px;line-height:0; укупно: 1.064 Римокатол. 1.064 (100%) - (-%) |